# Magyarországi Református Egyház Bethesda Gyermekkórháza
A Bethesda Gyermekkórház (teljes nevén: Magyarországi Református Egyház Bethesda Gyermekkórháza) egy Magyarországon, Budapest XIV. kerületében, a Városliget közelében működő gyermekek ellátására szakosodott egészségügyi intézmény. A kórház 0-tól 18 éves korig látja el a betegeket és a Közép-Kelet-Európai régióban az egyedüli egyházi fenntartású gyermekkórház. Fenntartója és működtetője a Magyarországi Református Egyház. Névadója a jeruzsálemi Bethesda-tó, amely a bibliában gyógyító erővel bírt, az ott időnként megjelenő angyalnak köszönhetően (János evangéliuma). 
Országos hatáskörű kórház, kiemelt profilja az égéssérült gyermekek ellátása. A Bethesdában működik az Égéssérült Gyermekeket Ellátó Országos Központ. A Budapest – Bethel epilepsziacentrum, amely a Neurológiát is magába foglalja, ugyancsak országosan fogad epilepsziás gyerekeket műtét előtti kivizsgálásra.

## Főbb adatok
Ágyszámok: aktív 160, intenzív 11, sürgősségi (SBO2) 6, rehabilitációs: 32 (2017. májusi adatok.)
A kórház két telephelyen működik:
- Főépület (5 gyógyító és 2 diagnosztikus osztály) – a Bethesda utcában
- Lorántffy-részleg (2 gyógyító osztály) – az Ilka utcában

A fekvőbeteg osztályokhoz szakambulanciák tartoznak.
Évente átlagosan 8-9.000 gyermeket gyógyítanak a fekvőbeteg osztályokon. A járóbeteg-rendeléseket pedig 110-120.000 gyermek keresi fel.

## A kórház története

### Az előfutárok: a német református egyházközség és a Németajkú Leányegyház
Pest iparosodásával együtt egyre több német ajkú polgár telepedett le a városban, köztük Ganz Ábrahám és Haggenmacher Károly. A Pesten élő protestáns (főként református) német ajkúak körében 1859-ben megfogalmazódott egy önálló gyülekezet megszervezésének és templom építésének gondolata. A folyamat 1863-ban zárult a Pesti Református Egyházközség Németajkú Leányegyházának megalakulásával. Első lelkészük a holland származású Adrian van Andel, aki egyben a skót misszió lelkésze is volt, őt Rudolf König követte, akinek érkezése után Török Pál püspök közgyűlést hívott össze, melyen elfogadták, hogy önálló gyülekezet helyett leányegyházat alapítsanak saját presbitériummal és pénzgazdálkodással.

### A kórház megalakulása és az első évek

#### Az indulást megelőző időszak
A Leányegyház 1863-as megalakulásával a gyülekezet bizonytalan jogi státusza 1864-re rendeződött.
Bár a frissen alakult Németajkú Leányegyház viszonylag kicsi volt és nem rendelkezett jelentős létszámú tagsággal, de úttörő volt sok szociális, ifjúsági és diakóniai kezdeményezésben. Felismerve a pesti egészségügy hiányosságait, céljuk egy olyan kórház létrehozása volt, mely főként a külföldi és átutazó betegeknek nyújt ellátást. A gyülekezet a segítő szándékú felajánlásokat továbbgondolva 1864-ben egy bizottságot hozott létre, hogy segítsen megfelelő helyet találni a gyógyításnak. Nem sokkal később, a Bethesda Kórház már 1866-tól fogadta is a betegeket – 12 évvel templomuk megépítése előtt.

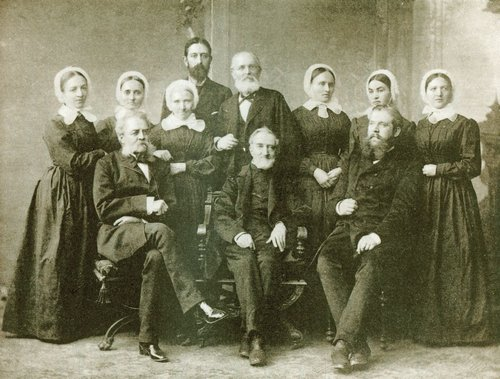
Diakonisszák

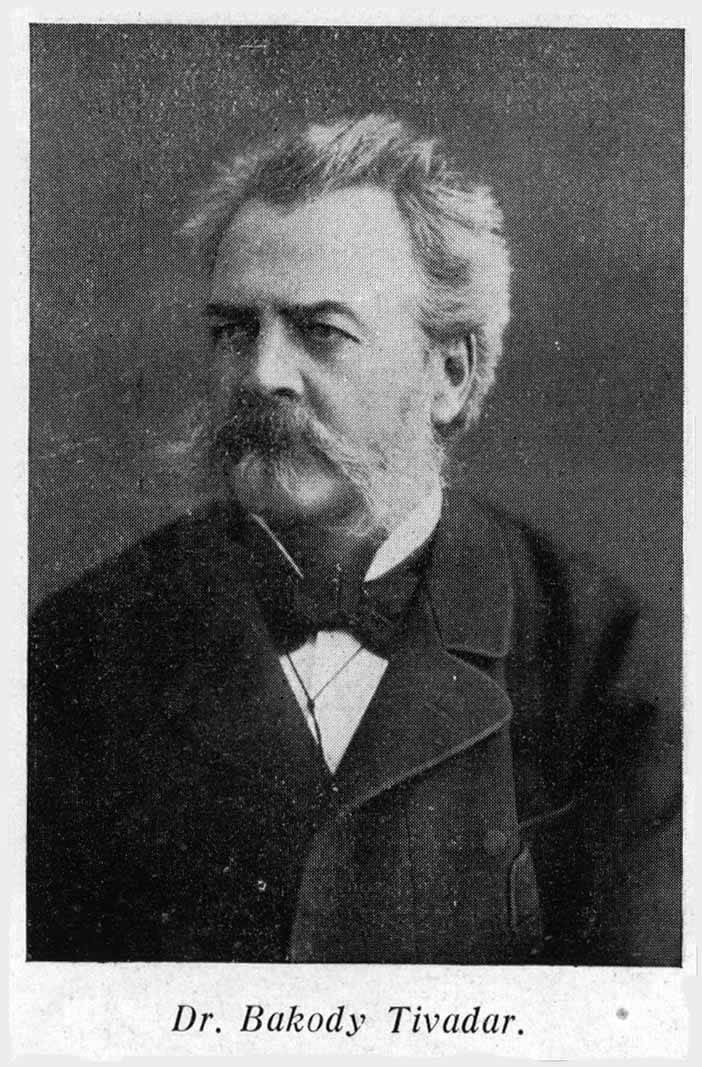
Bakody Tivadar, a Bethesda egyik első orvosa

Az, hogy a kórház ilyen hamar elkezdhette a gyógyító tevékenységét köszönhető a Református Egyház lelkes híveinek is, akik hitükkel, szorgalmukkal, tudásukkal és adományaikkal tették ezt lehetővé. Az első adományok rokonoktól és ismerősöktől érkeztek, majd Biberauer külföldre utazott, hogy további támogatókat nyerjen meg az ügynek. 
Ezen túlmenően a kórház megalakulása nagyban kapcsolódik még Bakody Tivadar orvoshoz, aki felajánlotta a német ajkú gyülekezet szegényebb tagjainak, hogy hajlandó őket ingyen kezelni. A kórház megvalósításának ügyét kedvezően befolyásolta egy skót hölgy – akit Bakody doktor ingyen kezelt – jelentős összegű adománya is. Bár a pénz ezáltal elegendő volt, mégsem tudott elindulni a kórház. Nem volt sem kiadó ház, sem diakonissza, aki a betegeket ápolná.

#### A Rózsa utca 5.

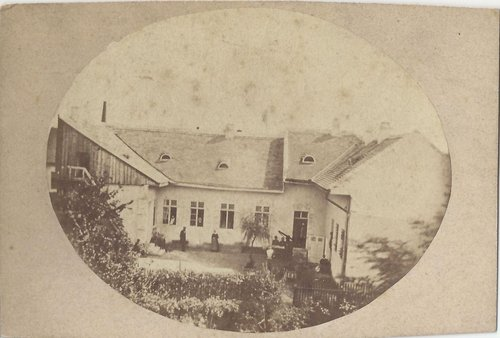
A Rózsa utca 5.

1865-ben találták meg az alkalmas helyet: egy Rózsa utcai kertes házat. Rengeteg önkéntes segített a ház kórházzá alakításában. Karácsonyra be is fejeződtek a munkálatok, és a kórház megnyitásakor hat ággyal várta a betegeket. Az ápolás szakszerű végzésére Biberauer Tivadar, a gyülekezet presbitere Kaiserswerthből (Németországból) kért diakonisszákat. 
A Bethesda-kórházat hivatalosan 1866. január 1-én nyitotta meg és közel 50 éven át működtette a Németajkú Református Leányegyházközség. Februárban jöttek az első betegek, június elején pedig a diakonisszák is megérkeztek. Az ápolási díj alacsonyabb volt, mint a többi fővárosi kórházban, aki pedig fizetett hetente 10 krajcárt, azt ingyen kezelték. Dr. Bakody Tivadar főorvos irányításával történt a homeopátiás módszereket is alkalmazó gyógyító szolgálat. Már a megnyitás évében figyelmet keltett a kórház az osztrák-porosz háború hadi sérültjeinek befogadásával. Rudolf König lelkész a Bethesda kórházban lévő sebesültek látogatása mellett, azok megsegítése érdekében a gyülekezetben gyűjtést szervezett.

#### A Bartl-villa
A Sugár (ma Andrássy) út kiépítése miatt 1871-ben eladni kényszerültek a kórház akkor használt Rózsa utca 5. szám alatti épületét. A Városliget szélén, a Herminamezőn álló Bartl-villa megvásárlásával nyílt lehetőség egy nagyobb és korszerűbb kórház kialakítására. Az eredetileg a Hermina út 53. címen található telek mélyén áll – a Bethesda Kórház udvari pavilonjaként – Zugló első polgári épülete, Bartl János klasszicista stílusú nyaralószállója. A vagyonos belvárosi kávés 1842–43-ban Oláh Elek, 1838-ban épült vízgyógyintézetét alakította át, bővítette emelettel. Terveit Hild József készítette.
1872 májusában költözött át a kórház. A betegek szerették az új épületet és a környéket, a nehéz megközelítés és az éjszakánként zajos liget ellenére. 1885-ben országos kiállítást rendeztek a ligetben, amely miatt az éjszakai zajongások is megszűntek. Az új városi vasútnak hála a Bethesdát sokkal könnyebben meg lehetett közelíteni. Pár évvel később új emeletes szárny nyílt, ahol a diakonisszák szobája, konyha, raktár és tanulószoba volt. 
A Bethesda utcára néz a Bethesda Kórház főépülete, amelyet az építtető, a német református leányegyház 1890-ben adott át rendeltetésének. Az épület Zugló védett építészeti öröksége.

### A kórház élete 1872-től 1919-ig

#### Nehézségek a századfordulón
1872-ben ünnepelték a kórház 25 éves fennállását. Erzsébet királyné táviratban fejezte ki jókívánságait.
1894-ben felavatták a Duna-parti üdülőházat, ahova a nővérek testi és lelki egészségük érdekében pihenni utazhattak.
Miután Biberauer Tivadar visszavonult, a lelkészi teendőket ezután fia, Biberauer Richárd végezte el, majd 1902-ben az intézet vezetőjévé is őt nevezték ki. Pár hónappal később azonban a diakonisszák nagy részével el kellett hagynia az intézményt, ugyanis magyarosítással vádolták. Az új főnöknő, sem a kórház berendezését, sem a munkaszellemet nem találta megfelelőnek. Az új intézkedések, bár hasznosak voltak, a diakonisszáknak nem tetszett, ezért kiléptek. A munka ezzel folytathatatlanná vált, emiatt a főnöknőt visszahívták. A betegeket világi ápolónőkre kellett bízni. A betegforgalom csökkent a változások miatt, félő volt, hogy az intézmény elveszti jó hírnevét.
Biberauer Richárd megalapította a Filadelfia Magyar Diakonissza Szövetséget, amelynek 1904-ben már 12 kiképzett diakonisszája volt. Az anyaegyház támogatásával a diakonisszák átvették a betegek ápolását a Bethesdában, és emellett Biberauer visszatért a feladataihoz. A renoválást és korszerűsítést követően a kórházi ágyak újra megteltek.
1906-ban az Intézetet nyilvánossági joggal ruházta fel a Belügyminisztérium, ami megadta a fejlődéshez szükséges pénzt. Egy évvel később a leányegyház el akarta adni a kórházat a Filadelfiának, de az kénytelen volt visszautasítani a vagyontalansága miatt. Tárgyalások és alkudozások után 1909-ben mégis megvette a Bethesdát, hogy a sok küzdelem után ne kelljen elválnia tőle. A betegek száma egyre nőtt, a tartozásokat kifizették, és egy új, Rosenthal-féle röntgen gépet is vettek. Két új alorvost, dr. Sebestyén Dávidot és dr. Majcsik Károlyt, és két gyakorló orvost vettek fel és diakonisszákat képeztek ki. Pár évvel később megvették a szomszéd telket, hogy szülőotthont létesíthessenek.

#### Az I. világháború évei
Sajnos a szülőotthon terveit nem tudták megvalósítani a világháború kitörése miatt. A szülőotthon szobáit katonák foglalták el, a kórházban pedig sérülteket ápoltak. Az ápolási díjak csökkentése 1915-ben arra kényszerítette a kórházat, hogy a Honvédelmi Minisztériumtól a hadikórház megszüntetését kérje. Ennek teljesítése után berendezték a szülőotthont 30 ággyal. Az emelkedő árak azonban tovább rontották a kórház helyzetét. „A háborús drágaság lassanként minden ingó vagyonunkat felemészt; s már az ingatlanokat is veszélyezteti” írta a vezetőség az évi jelentésében. A kevés bevételt fűtésre és ételre költötték. A régi, elhasznált és kopott eszközöket nem tudták lecserélni. A következő év újabb problémákat hozott: a világháború elvesztése miatt a fővárosban a közbiztonság megromlott, a kórházból rendszeresen loptak el ruhákat.

## Osztályok
- II. Csecsemő- és Gyermekgyógyászat
- III. Csecsemő- és Gyermekgyógyászat
- Sürgősségi Betegellátó Osztály
- Aneszteziológiai és Intenzívterápiás Osztály
- Égéssérült Gyermekeket Gyógyító Országos Központ
- Gyermeksebészet
- Fül-orr-gégészeti Osztály
- Neurológiai Osztály
- Korai fejlesztés és diagnosztika
- Pszichoszomatikus részleg
- Gyermekrehabilitációs és Krónikus Osztály
- Gyermekradiológiai Osztály
- Általános Laboratórium
- Gyógyszertár
- Szociális munka – gyermekvédelem
- Higiénia
- Dietetika

## Díjak, elismerések
- Egészségfejlesztő Kórház Díj 2025 városi- vagy szakkórházak kategóriában[2]